# Merdjefara
Merdjefara (fl. XVIII secolo a.C.) è stato un faraone della XIV dinastia egizia.

## Biografia
Inizialmente conosciuto solamente per il Canone Reale, nel 1949 è stata scoperta una stele che raffigura questo sovrano, intento a portare offerte al dio Sopdu, accompagnato dal Sovraintendente Reale al Basso Egitto, Renseneb.
Nella stele la parte definita in lacuna è occupata da un geroglifico non compreso nella lista redatta da Alan Gardiner:
Di questo glifo è sconosciuto il valore fonetico.

## Liste Reali
| N5 | mr · r | I10 · I9 | G1 | G41 · G36 |

| N5 | mr · r | I10 · I9 | G1 | G41 · G36 |

| N5 | mr · r | I10 · I9 | G1 | G41 · G36 |

| N5 | mr · r | I10 · I9 | G1 | G41 · G36 |

| N5 | mr · r | I10 · I9 | G1 | G41 · G36 |

| N5 | mr · r | I10 · I9 | G1 | G41 · G36 |

| N5 | mr · r | I10 · I9 | G1 | G41 · G36 |

| N5 | mr · r | I10 · I9 | G1 | G41 · G36 |